# Roderick Rijnders
Roderick Falesca Renée Trygvae Rijnders (1 de marzo de 1941-15 de enero de 2018) fue un deportista neerlandés que compitió en remo como timonel.
Participó en los Juegos Olímpicos de México 1968, obteniendo una medalla de plata en la prueba de dos con timonel. Ganó una medalla de bronce en el Campeonato Europeo de Remo de 1965.

## Palmarés internacional
| Juegos Olímpicos   | Juegos Olímpicos          | Juegos Olímpicos  | Juegos Olímpicos |
| Año                | Lugar                     | Medalla           | Prueba           |
| ------------------ | ------------------------- | ----------------- | ---------------- |
| 1968               | Ciudad de México (México) | Medalla de plata  | Dos con timonel  |
| Campeonato Europeo |                           |                   |                  |
| Año                | Lugar                     | Medalla           | Prueba           |
| 1965               | Duisburgo (RFA)           | Medalla de bronce | Dos con timonel  |